# Врабчанска крепост
Врабченската крепост е антична и средновековна крепост в Югозападна България, разположена в землището на пиринското село Илинденци.

## История
Крепостта е разположена на 5-6 km североизточно от Илинденци в местността Горна Врабча. От източната страна на крепостта е минавал пътят Солун - Сяр - Мелник - Сердика. Крепостта е с форма на трапец и е разположена на площ от 0,4 ha на върха на възвишение, обградено с дълбоки долове, като е по-достъпна от юг и югоизток. Крепостната стена е запазена само на изток на височина от 0,80 m, където вероятно е била главната порта. Градена е от местен камък с бял хоросан. В централната част се намират парчета от хидрофобен хоросан, вероятно от водохранилище. В южното подножие - местността Долна Врабча, е имало средновековно селище. В съседство е Илинденската крепост.